# Крилов Порфирій Микитич
Порфирій Микитич Крилов (рос. Порфирий Никитич Крылов; нар. 9 (22) серпня 1902 — пом. 15 травня 1990) — радянський графік і карикатурист, живописець, член творчого колективу Кукринікси. Академік АМ СРСР (1947). Герой Соціалістичної Праці (1973). Народний художник СРСР (1958). Лауреат Ленінської (1965) і Сталінських (1942, 1947, 1949, 1950, 1951) премій, Державної премії СРСР (1975), Державної премії РРФСР імені І. Ю. Рєпіна (1982).

## Біографія

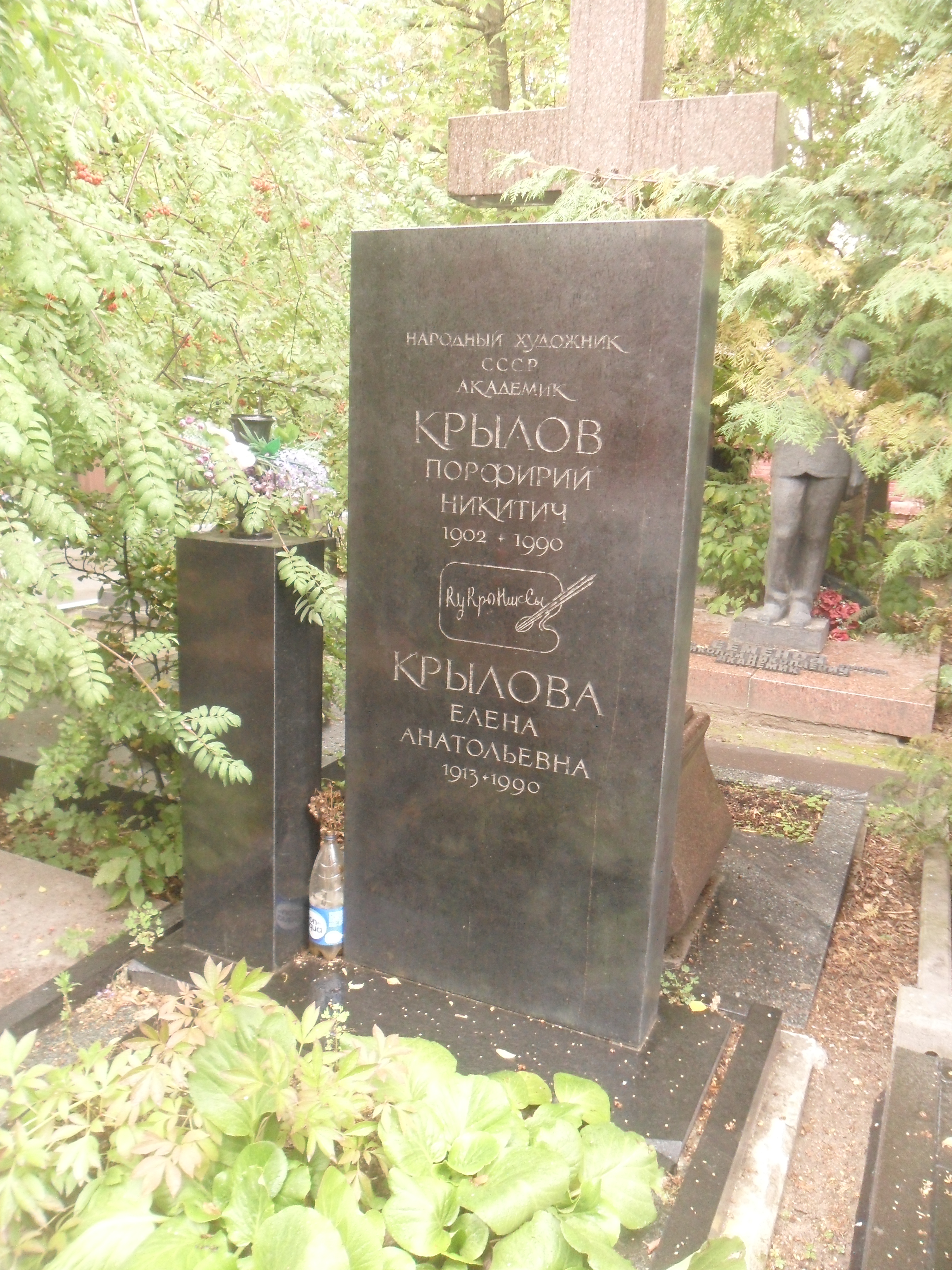
Могила Крилова на Новодівичому кладовищі Москви.

Порфирій Крилов народився у селищі Щелкуново, Тульської губернії. Дитячі роки провів у Тулі. З п'яти років почав малювати. Закінчив Веньовське вище початкове училище. Два роки працював у майстерні Тульського Патронного заводу, паралельно навчаючись живопису в заводській образотворчій студії під керівництвом Григорія Шегаля. У 1921 році переїхав до Москви, де вступив до Вищих художньо-технічних майстерень (ВХУТЕМАС). У період з 1921 по 1928 роки художньому мистецтву навчався у викладачів Олександра Осмьоркіна й Олександра Шевченко, закінчив аспірантуру під керівництвом Петра Кончаловського. У роки навчання разом з товаришами М. Купріяновим і М. Соколовим створили творчий союз Кукринікси, який проіснував більше шістдесяти років.
Профирій Крилов помер 15 травня 1990 року. Похований у Москві на Новодівичому кладовищі (ділянка № 10).
Син Порфирія Микитича — Андрій, також став художником.
У 1997 році в Тулі було відкрито Музей Порфирія Микитича Крилова, де зберігаються більш ніж 250 живописних й акварельних робіт майстра.

## Творчість
У 1920-ті роки Порфирій Крилов із захопленням писав портрети, пейзажі, натюрморти, використовуючи сучасний жанр. Мотиви його картин прості, але в цій простоті художник відкриває зміст тонкої краси, яка належить до всього сущого. Порфирій Крилов передає у картинах трепет життя. Навіть розквітлий букет польових квітів він пише в якомусь вихровому пориві. У творах передає складну й підкреслену контрастність малюнку і кольору, об'єднуючи їх в інтенсивний щільний живопис.
Над великими жанровими картинами Крилов працював зі своїми товаришами Михайлом Купріяновим і Миколою Соколовим. Разом вони склали знамениту творчу групу Кукринікси і втрьох вели напружену публіцистичну роботу. Карикатура, книжкова ілюстрація, історичні картини та пейзажі — всі жанри творчості художників завершувались блискучим успіхом. Художня майстерність Кукриніксів була відзначена критиками ще в 1930-ті роки. Запорукою їх тріумфу стало цілісність поглядів і смаків, а також велика особиста дружба.
Однак художник створював багато індивідуальних робіт, камерних за характером. Він багато їздив і писав на пленері. Улюбленими місцями Порфирія Крилова були: річка Ока, садиба Поленово, місто Кострома, академічна дача, садиба Абрамцево, Коктебель.
Пейзажі художника свідчать про його глибоке відчуття природи. Він надає значення не тільки загальній атмосфері пейзажу, його світловій, кольоровій, ритмічній побудові, але і предметному зображенню, що покладено в основу композиції.
Прекрасні етюди були написані в Болгарії, Італії, Франції. Крилов захоплювався саме світловим середовищем у творах якого простежується або ледь помітне торкання чи, навпаки, різка передача світла.
Надзвичайно тонкі і мальовничі натюрморти художника.
Твори Порфирія Крилова експонувалися на багатьох художніх виставках Радянського Союзу і за кордоном. Твори зберігаються в Державній Третьяковській Галереї, Державному Російському Музеї, Художньому музеї імені П. Н. Крилова (місто Тула), галереї Уффіці (місто Флоренція) та інших музеях світу, приватних колекціях.

## Нагороди та звання

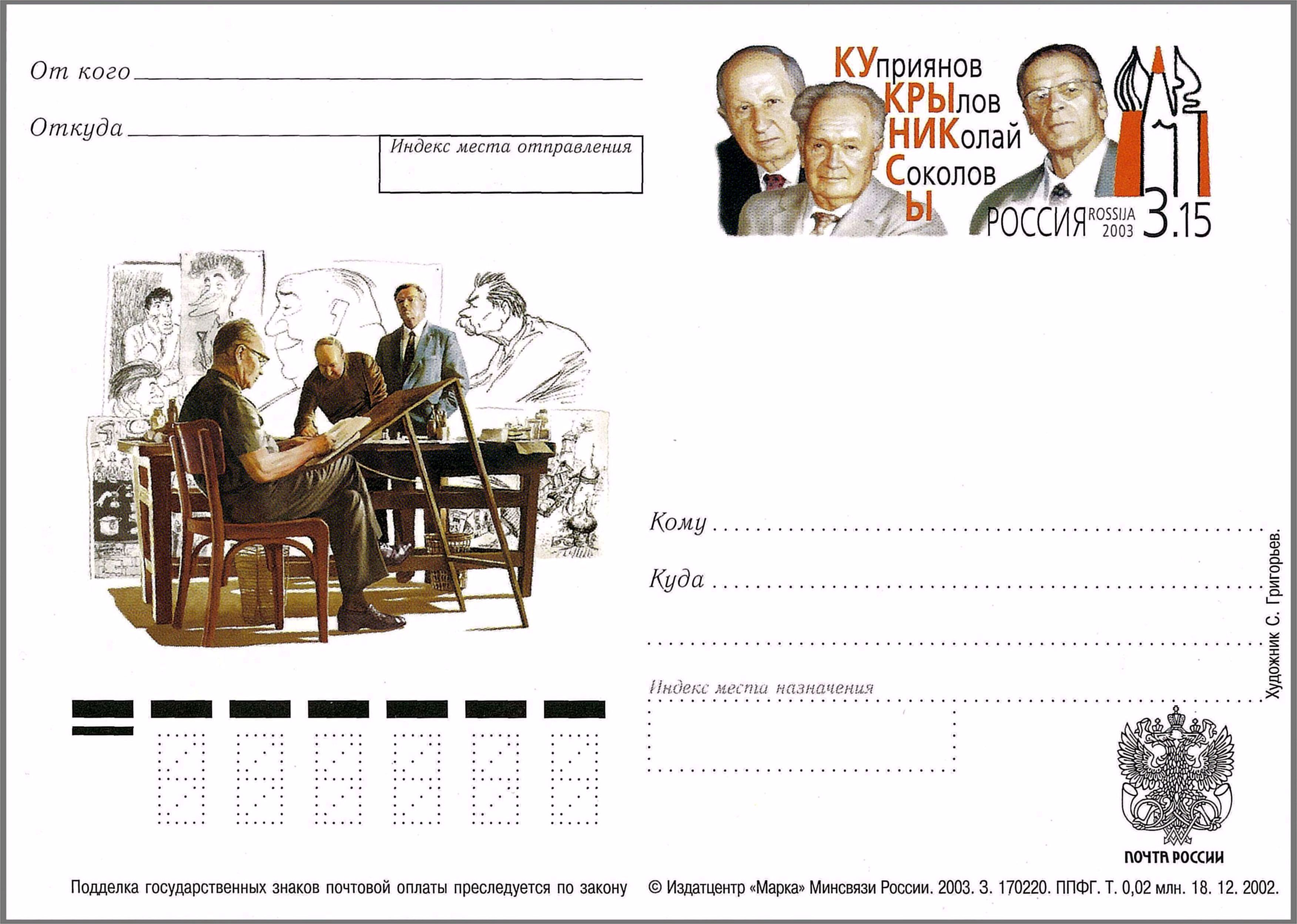
Кукринікси. Поштова картка з оригінальною маркою, Росія, 2003 рік.

- Герой Соціалістичної Праці (Указ Президіума Верховної Ради СРСР від 31 серпня 1972 року за видатні досягнення у розвитку радянського образотворчого мистецтва та у зв'язку з 70-річчям Крилову Порфирію Микитичу присвоєно звання Героя Соціалістичної Праці з врученням ордена Леніна й золотої медалі «Серп и Молот»)
- Орден Леніна (04.05.1962 та 31.08.1972)
- Орден Жовтневої Революції (20.08.1982)
- Орден Вітчизняної війни 1-ого ступеня (23.09.1945)
- Народний художник СРСР (1958)
- Ленінська премія (1965) — за серію політичних карикатур, надрукованих у газеті «Правда» і журналі «Крокодил»
- Сталінська премія першого ступеня (1942) — за серію політичних плакатів і карикатур
- Сталінська премія першого ступеня (1947) — за ілюстрації до творів Антона Чехова
- Сталінська премія першого ступеня (1949) — за картину «Кінець» (1947—1948)
- Сталінська премія другого ступеня (1950) — за політичні карикатури та ілюстрації до книги Максима Горького «Фома Гордєєв»
- Сталинська премія першого ступеня (1951) — за серію плакатів «Підпалювачі війни» та інші політичні карикатури, а також за ілюстрації до роману М. Горького «Мати»
- Державна премія СРСР (1975) — за ілюстрації та оформлення повісті Миколи Лєскова «Лівша»
- Державна премія РСФСР імені І. Рєпіна (1982) — за ілюстрації та оформлення книги «Історія одного міста» Михайла Салтикова-Щедріна
- Почесний громадянин міста Тули